# Klemmhebel
Unter einem Klemmhebel versteht man ein Bedienteil, das vorwiegend im Maschinenbau zum Spannen von Geräten oder Maschinenteilen zum Einsatz kommt.

## Aufbau und Funktion

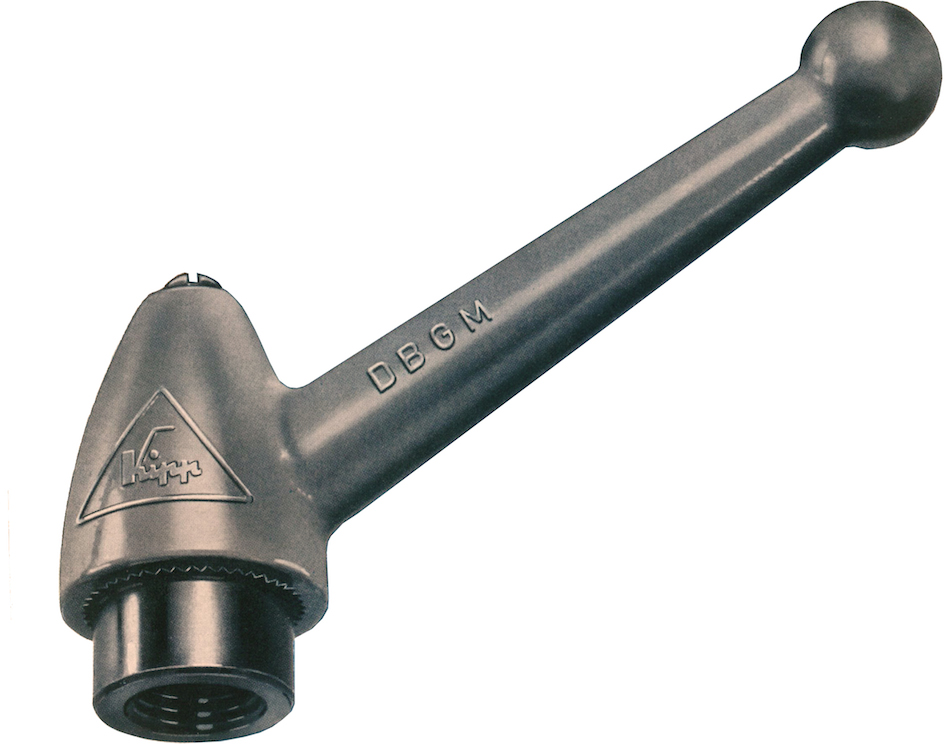
Klemmhebel 1952

Klemmhebel bestehen aus einem Griffhebel, in den ein Einsatz mit Innengewinde oder Außengewinde eingebracht ist. Klemmhebel sind je nach Einsatzfall mit unterschiedlichen Gewindedurchmessern wählbar. Verwendete Materialien sind meist Edelstahl, Zinkdruckguss, Kunststoffspritzguss, oder Kombinationen mit Stahl. Typische Varianten sind auch Griffe mit Metallkern und Kunststoffüberzug oder glasfaserverstärktem Kunststoff.
Klemmhebel funktionieren nach folgendem System: Beim Anheben des Griffes rastet der Klemmhebel aus einer Verzahnung aus und ist frei verstellbar. Er gleitet nach dem Loslassen selbsttätig in die eingerastete Position. Jetzt kann der Klemmhebel von Hand bewegt werden, um zum Beispiel etwas anzuziehen, zu lösen oder die Position bei einer Maschine zu verstellen.

## Einsatz

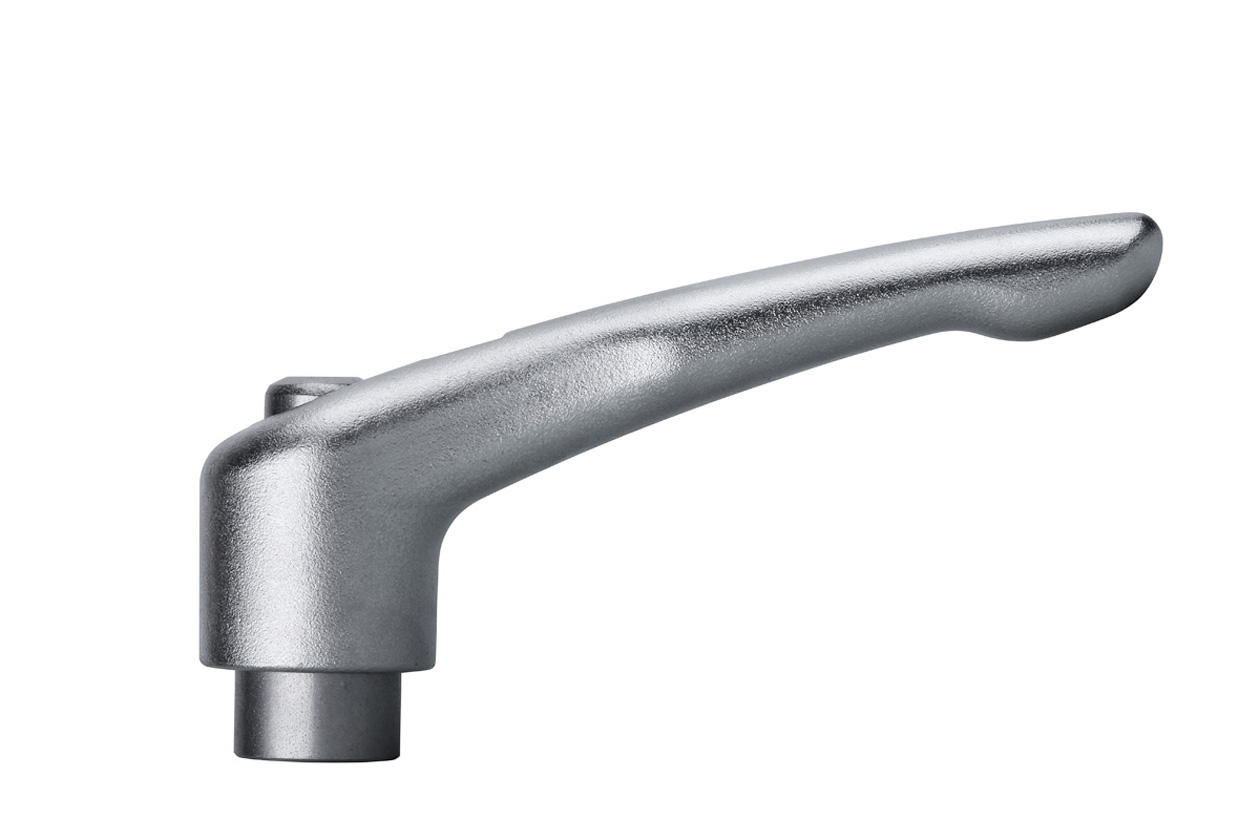
Klemmhebel 2012

Klemmhebel finden vor allem in der Industrie, im Maschinen- und Anlagenbau, in der Anlagenautomation, der Lebensmitteltechnik und im Bereich der Messtechnik Verwendung. Weitere Einsatzfälle sind Elektro-Werkzeuge, (Büro-)Möbel, Sportgeräte und -anlagen sowie Einrichtungen in Medizin und Rehabilitation.

## Ähnliche Werkzeuge
Ebenso wie Klemmhebel gehören Spannhebel, Schnellspanner, Schnellspannpratzen, Exzenterhebel und Spanner zur Familie der Bedienteile und Normteile.